# Rumex platyphyllos
Rumex platyphyllos är en slideväxtart som beskrevs av Johan Erhard Areschoug. Rumex platyphyllos ingår i släktet skräppor, och familjen slideväxter. Inga underarter finns listade i Catalogue of Life.